# 腾讯网
腾讯网是一家位于中国大陆的大型门户网站，依托世界最大用户群的腾讯QQ即时通信软件从而成为了中国门户网站中的后起之秀，据世界著名的Alexa统计腾讯网目前是中国流量最大的门户网站。

## 地方站
腾讯网从2005年即开始在全国开展地方站，多与地方传媒集团合作，也有自己直接运营。
- 2006年4月，重庆大渝网由腾讯科技和重庆日报报业集团旗下《重庆商报》共同组建的合资公司——重庆腾汇科技有限公司全面负责大渝网的运营。[1] [2]
- 2006年6月，陕西大秦网前身“西安腾讯网”落地西安，2009年1月9日正式更名为“腾讯大秦网”，为腾讯旗下直属的地方综合门户。[3]
- 2007年10月24日，四川大成网正式成立，由腾讯网直接运营。[4] [5]
- 2008年6月17日，湖北大楚网成立，由腾讯科技和湖北日报传媒集团暨《楚天都市报》共同成立的湖北腾楚网络科技有限责任公司全面负责运营。[6]
- 2010年8月，福建大闽网落地，由腾讯网直属。[7]
- 2011年8月18日，广东大粤网正式上线，腾讯科技和南方报业传媒集团的南都报系共同组建的广东腾南网络信息科技有限公司全面负责运营。
- 2011年8月26日，河南大豫网正式上线，由腾讯科技和河南日报报业集团暨《大河报》联合打造。
- 2012年7月16日，湖南大湘网正式上线，由腾讯科技和中南出版传媒集团暨《潇湘晨报》联合成立的湖南腾湘科技有限公司全面负责运营。
- 2012年7月18日，大申网上线发布。大申网由腾讯和解放日报报业集团暨《新闻晨报》联合组建的合资公司上海腾闻网络科技有限公司全面负责运营。解放日报报业集团归入于2013年10月28日成立的上海报业集团。[8]
  - 2014年1月17日，大申网晨报频道 作为《新闻晨报》新媒体项目上线试运行。[9]
- 2012年11月29日，浙江大浙网正式上线，由腾讯科技与浙江日报报业集团暨浙江在线合办。[10]
- 2013年6月18日，辽宁大辽网正式上线，由腾讯科技与辽宁报业传媒集团合办。[11]
- 2013年8月28日，江苏大苏网正式上线，由腾讯直接运营。[12]
- 2016年7月，腾讯网本月初在报道中共成立95周年大会时，报道中将“习近平发表重要讲话”误植为“发飙重要讲话”，中宣部近日决定将腾讯网总编和主编撤职，该网站也从由深圳网信办监管改为由北京网信办直接管理。[13][14]

## 历任负责人
总编
- 陈菊红
- 王永治
- 李方